# 강상주 (정치인)
강상주(姜相周, 1954년 5월 19일, 제주 서귀포 ~ )는 대한민국의 공무원 출신 정치인이다. 제주도 서귀포시장 (민선)을 역임했다.

## 학력
- 1967년 불광국민학교 졸업
- 1970년 배재중학교 졸업
- 1973년 배재고등학교 졸업
- 1978년 서울대학교 심리학 학사
- 1981년 서울대학교 행정대학원 행정학 석사 수료
- 2003년 탐라대학교 대학원 경영학 석사

### 비학위 수료
- 1995년 조지 워싱턴 대학교 경영대학원 교환연구원

## 약력
- 1979년 : 제23회 행정고등고시 합격
- 1987년 ~ 1992년 : 내무부
- 1993년 ~ 1993년 : 제주도 기획관
- 1993년 ~ 1994년 : 제주도 교통관광국 국장
- 1994년 ~ 1995년 : 33대 제주도 남제주군수
- 1996년 ~ 1997년 : 제주도 재정경제국 국장
- 1998년 : 탐라대학교 교양학부 겸임교수
- 1998년 7월 ~ 2002년 6월 : 10대 제주도 서귀포시장 (민선2기, 무소속)
- 2002년 7월 ~ 2006년 4월 : 11대 제주도 서귀포시장 (민선3기, 무소속)
- 2006년 6월 : 한나라당 제주도당 위원장
- 2011년 6월 ~ 2012년 1월 : 서울보증보험 감사
- 2020년 3월 : 미래통합당 4·15총선 서귀포시 선거구 강경필 예비후보 후원회장

## 포상
- 1991년 근정포장

## 역대 선거 결과
|  | 35.78% |

|  | 52.01% |

|  | 39.72% |

|  | 0% |